# Cassiar Mountains
Cassiar Mountains je rozlehlé pohoří na severu Britské Kolumbie, částečně zasahuje i do teritoria Yukon, v Kanadě. Pohoří tvoří nejsevernější část vnitřní části kanadských Kordiller nazývanou Interior Ranges (Vnitřní hřbety). Západně od Cassiar Mountains leží Boundary Ranges, severní část Pobřežních hor, východně pak leží Skalnaté hory. Několik vrcholů pohoří Cassiar Mountains dosahuje nadmořské výšky nad 2 400 m, nejvyšší hora Thudaka Peak má 2 748 m. Geologicky tvoří pohoří paleocenní sedimenty s intruzemi žuly. V pohoří jsou četné ledovce.